# Armen Wardanian
Armen Wardanian, ukr. Армен Фрунзікович Варданян: orm. Արմեն Վարդանյան  (ur. 30 listopada 1982 w Leninakan) – ukraiński i ormiański zapaśnik w stylu klasycznym, brązowy medalista olimpijski, dwukrotny wicemistrz świata, dwukrotny mistrz Europy.
Początkowo startował w barwach Armenii, skąd pochodzą jego rodzice, a od 2000 roku występuje w barwach Ukrainy.
Debiutował na igrzyskach olimpijskich w Atenach w 2004 roku, zajmując piąte miejsce. Brązowy medalista igrzysk olimpijskich w Pekinie w 2008 roku w kategorii do 66 kg. 
Trzykrotny srebrny medalista mistrzostw świata (2003, 2010, 2015) i trzykrotny medalista mistrzostw Starego Kontynentu, w tym dwukrotny mistrz (2004, 2008) w kategorii do 66 kg.
Trzeci w Pucharze Świata w 2007. Mistrz świata juniorów w 2000, drugi w 2001 roku.